# César Espínola
César Ramón Espínola Ruíz (Atyrá, Paraguay; 18 de marzo de 1988) es un futbolista paraguayo. Juega de delantero y su actual equipo es Liga Deportiva Universitaria de Portoviejo de la Segunda Categoría de Ecuador.

## Trayectoria

### Inicios
Realizó las inferiores en el Guaraní de Paraguay. Posteriormente migró al fútbol ecuatoriano a jugar en el Deportivo Azoguez dónde llegó a anotar 11 goles, lo que hizo que el Espoli se fijara en él.
En el 2013 jugó en el fútbol uruguayo, específicamente en el Atenas. Posteriormente en el 2014 regresó a Ecuador a jugar nuevamente en el Espoli y a mediados de ese mismo año pasó a jugar en Delfín SC.
Después se mantuvo en condición libre hasta el 2018, año en que fue contratado por el Club Cerro Corá de su país natal.

### América de Quito
En 2019, se unió al América de Quito, un equipo de la Serie A de Ecuador. Hizo su debut con los cevollitas en un partido de la Copa Ecuador 2018-19 contra Emelec, donde anotó su primer gol en un empate 2-2 como visitante. En la jornada 22 de la Serie A de Ecuador, anotó tres goles contra Guayaquil City en una victoria por 3-0 en casa, y también fue nombrado el mejor jugador de esa jornada.
Al finalizar la temporada 2019, jugó nueve partidos (ocho en el Campeonato Ecuatoriano y uno en la Copa Ecuador) y marcó cinco goles (cuatro en el Campeonato Ecuatoriano y uno en la Copa Ecuador). Lamentablemente, su equipo descendió a la Serie B.

### Atlético Santo Domingo
Para la temporada 2020 fue contratado por el Atlético Santo Domingo para disputar la Serie B de Ecuador 2020.

### Cumbayá
Para 2021 fue fichado por Cumbayá Fútbol Club que disputaba la Serie B de Ecuador, ayudó al equipo a lograr el ascenso a la Serie A, al ganar el campeonato, además fue el goleador del torneo.

## Vida privada
Es hermano del también futbolista Luis Espinola.

## Clubes
| Club                   | País     | Año           |
| ---------------------- | -------- | ------------- |
| Guaraní                | Paraguay | 2011          |
| Deportivo Azogues      | Ecuador  | 2011          |
| Espoli                 | Ecuador  | 2012          |
| C. A. Atenas           | Uruguay  | 2013          |
| Espoli                 | Ecuador  | 2014          |
| Delfín S. C.           | Ecuador  | 2014          |
| Cerro Corá             | Paraguay | 2018          |
| América de Quito       | Ecuador  | 2019          |
| Atlético Santo Domingo | Ecuador  | 2020          |
| Cumbayá F. C.          | Ecuador  | 2021          |
| Libertad F. C.         | Ecuador  | 2022          |
| C.D La Unión           | Ecuador  | 2023-presente |

## Hat-tricks
| 1 | 17 de agosto de 2019 | Estadio Olímpico Atahualpa | América de Quito - Guayaquil City |  | 3 - 0 | Serie A de Ecuador 2019 |

## Palmarés

### Campeonatos nacionales
| Título  | Club          | País    | Año  |
| ------- | ------------- | ------- | ---- |
| Serie B | Cumbayá F. C. | Ecuador | 2021 |

### Distinciones individuales
| Distinción                                                 | Club             | País    | Año  |
| ---------------------------------------------------------- | ---------------- | ------- | ---- |
| Mejor jugador de la fecha 22 de la LigaPro Banco Pichincha | América de Quito | Ecuador | 2019 |
| Goleador de la Serie B de Ecuador                          | Cumbayá F. C.    | Ecuador | 2021 |